# URL 리다이렉션
URL 리다이렉션(URL redirection, URL 넘겨주기)은 이용 가능한 웹 페이지를 하나 이상의 URL 주소로 만들어주는 월드 와이드 웹 기법이다. URL 포워딩(URL forwarding)이라고도 한다. 넘겨받은 URL을 웹 브라우저가 열려고 하면 다른 URL의 문서가 열리게 된다.
이와 비슷한 용어인 도메인 리다이렉션은 URL 도메인에 속하는 모든 페이지가 다른 도메인으로 연결되는 것을 말하며, 이를테면 wikipedia.com과 wikipedia.net은 자동으로 wikipedia.org로 연결되는 것을 들 수 있다.
URL 리다이렉션은 여러 목적이 있다: URL 단축, 웹 페이지가 이동될 때 발생되는 죽은 링크의 예방, 하나의 웹사이트를 가리키는 동일 소유자의 여러 도메인 이름 허용, 웹사이트 안팎으로의 탐색 안내, 개인 정보 보호, 피싱 공격과 같은 덜 무해한 목적.

## 보안 문제
URL 리다이렉션은 오픈 리다이렉트와 코버트 리다이렉트와 같은 피싱 공격을 하려는 공격자들이 오용할 수 있다.
오픈 리다이렉트(open redirect)는 매개변수를 취한 다음에 아무런 확인 절차 없이 사용자를 해당 매개변수 값으로 넘겨주는 응용 프로그램이다.
코버트 리다이렉트(covert redirect)는 매개변수를 취한 다음 충분한 확인 절차 없이 사용자를 해당 매개변수 값으로 넘겨주는 응용 프로그램이다. 2014년 5월, 싱가포르의 난양 이공대학의 수학 박사 과정에 있던 왕징이라는 학생이 밝혀냈다.

## 같이 보기
- 죽은 링크
- 간편 URL